# Brandon Teena
Brandon Teena (12. prosince 1972, Lincoln, Nebraska, USA – 31. prosince 1993, Humboldt), byl americký trangender muž, který byl před svým zavražděním znásilněn. Jeho život a smrt popisuje dokument The Brandon Teena Story (1998), díky němuž byl natočen film Kluci nepláčou (1999), který získal dvě nominace na Oscara a z toho jednu proměnil ve výhru.

## Život
Bradon se narodil jako Teena Renae Brandon. Byl mladší ze dvou dcer Patricka a JoAnn Brandonových. Jeho otec zemřel ještě dříve, než se Brandon narodil, takže byl vychováván pouze matkou. JoAnn své druhé dítě pojmenovala podle jejich psa, německého ovčáka, Tina Marie (Teena). Brandon žil spolu se starší sestrou Tammy a babičkou z matčiny strany v Licolnu, než si obě děti (Brandon 3 roky, Tammy 6 let) vzala zpět do péče matka. Rodina bydlela v Pine Acre Mobile Home Park na severovýchodě Lincolnu a Joann pracovala jako úřednice v maloobchodní prodejně v Lincolnu na podporu rodiny pro ženy. V dětství byli oba sourozenci sexuálně zneužíváni svým vlastním strýcem, a když se to dozvěděla jejich matka, zabezpečila roku 1991 psychologickou poradnu, avšak na Brandonovi to nechalo hluboké rány. JoAnn se sice i vdala (1975–1980), manželství však ztroskotalo na manželově alkoholismu. Brandonova rodina Brandona popisovala jako velkou divošku od raného dětství. Sotva přišlo dospívání, Brandon se ještě na základní škole ztotožňoval v roli muže a i když byl stále evidován jako Teena Brandon, podepisoval se již jako Brandon Teena. Jeho matka odmítala přijmout jeho úděl a nadále (až do jeho smrti) ho nazývala "svou dcerou". Brandon o sobě několikrát prohlásil, že je intersexuál, což se ale později ukázalo jako nepravdivá informace.
Brandon spolu se sestrou navštěvovali Marianskou základní školu a poté i Střední školu Pia X., kde si ho pamatují jako společensky nevhodného. Ve druhém ročníku Brandon odmítá křesťanství z důvodu, že papež Pius X. opovrhuje homosexuály. Další pobouření z jeho strany bylo, že porušil školní dress-code, kdy nosil chlapeckou školní uniformu. V prvním semestru vyššího ročníku navštívili jeho školu náboráři armády US a podněcovali studenty, ať bojují ve státních službách. Brandon se do armády zapsal krátce po svých 18. narozeninách a doufal, že bude sloužit v operaci s názvem Pouštní štít. Nicméně ho nevzali, jelikož nebyl schopen papírově dokázat, že je muž.
V prosinci 1990 šel spolu s přáteli do Holiday Skate Parku a aby mohl jít pouze v tričku, obvázal si svůj hrudník obvazem a zakryl tak ženská prsa. Tehdy padnul jeho první polibek s dívkou, které bylo 13 let. Také poznal jejího 14letého kamaráda. Začal tedy takto žít – oblékal se jako mladý muž, stahoval si hrudník, ostříhal se, občas si vycpával rozkrok, aby si ho začaly dívky více všímat. V posledních měsících střední školy (krátce před maturitou) se Brandon stal neobvykle společenským a učitelé i spolužáci si ho zapamatovali jako "třídního klauna". Začal jemně zanedbávat školu, ale na katolické škole ani to není přípustné, a tak jej v červnu 1991 tři dny před maturitou ze střední školy Pia X. vyloučili.
První Brandonův vážnější vztah přichází v létě 1991 s dívkou jménem Heather. Krátce po tom, co je zaměstnán jako obsluha čerpací stanice a začíná střádat peníze na přívěs, který chce koupit pro sebe a svou přítelkyni. Nicméně jeho matka jejich vztah neschvaluje s přesvědčuje ho, aby to ukončil s cílem zjistit, zda jejich vztah byl pouze platonický či sexuální.
V lednu 1992 Brandon Teena podstoupil psychiatrické vyšetření, které konstatovalo, že trpí vážnou poruchou sexuální identity. Krátce na to byl převezen Lancaster County krizového centra k zajištění, protože chtěl údajně spáchat sebevraždu. Přiznal, že jako dítě byl opakovaně znásilňován mužským příslušníkem své rodiny. Po třech dnech hospitalizace začal čtyřikrát týdně navštěvovat spolu s matkou terapeutické sezení, které po dvou týdnech skončilo.
Po určitých právních problémech, se v roce 1993 přestěhoval do města Falls regionu Richardson County, Nebraska, kde ho znali jako muže. Spřátelil se s několika místními obyvateli. Po nastěhování do domu Lisy Lambert začíná vztah mezi ním a devatenáctiletou Lanou Tisdel a přičleňuje se k bývalému odsouzenci Johnu L. Lotterovi (narozen 31. května 1971) a Marvinu Thomasu "Tom" Nissenenu (rozený 22. října 1971).
Dne 19. prosince 1993 byl Brandon zatčen za ujíždění policistům a předložení falešných průkazů. Lana za něj zaplatila kauci. Brandon byl v ženské věznici a svůj pobyt Laně vysvětlil tak, že je hermafrodit (což ale nebyla pravda) a brzy podstoupí operativní změnu pohlaví. Lana mu odpověděla: "Mně je jedno, jestli jsi opice nebo opičák, já tě miluju takového, jaký jsi. A ty jsi dokonalý."

### Znásilnění a vražda
Během štědrovečerní párty popadli Nissen a Lotter Brandona, násilně mu stáhli kalhoty, aby Laně dokázali, že to není biologický muž. Lana jenom mlčela, snažila se uniknout, ale to se jí nepovedlo, a až když ji schovali ruce za záda, tak se s jejich fyzickým přinucením podívala. Poté Brandona násilně hodili do auta a odjeli s ním do průmyslové oblasti, kde ho znásilnili a zbili. Poté jeli k Nissenovi domů, kde ho nechali se osprchovat, ale on z koupelny unikl k Laně, která ho přesvědčila, ať podá trestní oznámení i přes to, že mu Lotter a Nissen vyhrožovali, že jestli to někde řekne, tak ho umlčí navždy. Brandon šel na pohotovost, kde ho vyšetřili na znásilnění a mnoha další zranění. Šerif Charles B. Laux zpochybnil Brandonovo obvinění ze znásilnění, a to údajně proto, že mu se zdálo, že je Brandon zaujatý vůči své transsexualitě. Brandonovi se totiž zdály šerifovy otázky hrubé a zbytečné, tak odmítal odpovědět. Pro představu to byly otázky typu: Takže vy jste vlastně žena, ale ještě nemáte žádnou sexuální zkušenost s mužem? Takže vy jste nikdy před tím nic v pochvě neměla? Nissen a Lotter se o podání trestního oznámení dozvěděli a vydali se Brandona hledat, ale naštěstí ho nenašli. Šerif po třech dnech zastavil trestní řízení. Prý pro nedostatek důkazů.
Nissen a Lotter v hledání nepřestali. Vrazili k Lise Lambert a vyptávali se jí, kde Brandon je. Ta jim nic neřekla. Zeptali se jí, jestli je s ní ještě někdo v domě a ona odpověděla, že ano, že je tam Philip Devine, který chodil s Laninou sestrou. Prohledali tedy celý dům a Brandona našli schovaného pod postelí. Zastřelili Lisu, Philipa a Brandona přímo před miminkem Lisy. Nissen si všiml, že se Brandon ještě hýbá, tak řekl Lotterovi o nůž a ještě ho bodnul. Lotter i Nissen byly následně zatčeni a obviněni z vraždy.
Brandon Teena je pohřben na památečním Lincolnově hřbitově v Lincolnu, v Nebrasce. Na náhrobku má napsáno: Teena Brandon – dcera, sestra a oddaná přítelkyně.
Nissen obvinil Lottera z vraždy a výměnou za snížení trestu Nissen přiznal, že se podílel na znásilnění a následném zabití Brandona Teeny. Nissen proti Lotterovi svědčil a byl odsouzen na doživotí. Lotter stále svou vinu popíral. Porota ho přes to shledala vinným a byl odsouzen k trestu smrti. Lotter i Nissen se odvolali a jejich případ se dostal k přezkoumání. V září 2007 Nissen odvolal svědectví proti Lotterovi a řekl, že to on vystřelil a Lotter se na zavraždění Brandona vůbec nepodílel. Roku 2009 se Lotterovo odvolání s pomocí nového Nissenova svědectví dostalo s pomocí novinových reklam až k Nejvyššímu soudu, který rozhodl, že oba byli zapojeni do vraždy a identita střelce je zcela irelevantní. V srpnu 2011 8. americký obvodní soud zamítnul žádost Johna Lottera o odvolání.

## Kulturní a právní dědictví
Vzhledem k tomu, že byla u Brandona zahájena pouze hormonální léčba (operativní kroky už nestihl), byl několika médii nazýván lesbou. Nicméně Brandona Teena prohlašoval, že se k operacím brzy uchýlí.
Jeho matka, JoAnn Brandon, zažalovala kraj Richardson a šeřifa Lauxe, že nepředešel smrti jejího dítěte a přidala k tomu ještě i nepřímou příčinu. Případ vyhrála a získala 80 000 $. Okresní soudce Orville Coady snížil částku o 85 % na základě odpovědnosti Nissena a Lottera a jedno procento za údajnou Joannino spoluzavinění z nedbalosti. Částka se tedy zmenšila na 17 360.97 $. Roku 2001 Nebraský soud přiznal plnou výši 80 000 $ za psychickou ujmu a dalších 6 223.20 $ za pohřební náklady. Ten samý rok získala JoAnn Brandon dalších 12 000 $: 5 000 $ za úmyslné zabití a 7 000 $ za úmyslné způsobení citového přepětí. Laux sklidil velkou kritiku za to, že Brandona Teena bral jako někoho, či něco podřadného.
Roku 1999 se stal Brandonův životní příběh předmětem životopisného filmu Kluci nepláčou (Boy's don't cry) v hlavní roli Brandona Teena Hilary Swank a v roli Lany Chloe Sevigny. Lana Tisdel žalovala producenty za neoprávněné použití jejího jména a podoby před vydáním filmu. Tvrdila, že film ji líčí jako línou a chudou bělošku se sklonem k alkoholismu. Lana také prohlásila, že ve vztahu s Brandonem dále nepokračovala po tom, co jí řekl, že není biologický muž. Nakonec svou žalobu na distributora filmu stáhla a vypořádali se mimosoudně za nezveřejněnou částku.
JoAnn Brandon vyjádřila veřejně nesouhlas s médii, že to byl chlapec a žádala, aby přestali její dítě oslovovat jako ten Brandon. Po tom, co Hilary Swank převzala Oscara, veřejně vyjádřila obdiv k Teeně Brandon, avšak v mužském rodě, jako posmrtnou památku. "To mě změnilo" uvedla JoAnn Brandon "neměla by stát a děkovat mému dítěti. Jsem znuděná z těch, kteří oceňují to, o čem nic neví."
Britské duo Pet Shop Boys nazpívalo roku 2006 o Brandonovi píseň Girls don't cry (bonusová skladba z anglického alba I'm With Stupid).
Smrt Bradona Teena a Matthewa Sheparda vedla ke zvýšení sankcí pro motivované trestné činy ve Spojených státech amerických.